# Get at Me Dog
Get at Me Dog è un singolo del rapper statunitense DMX, pubblicato nel 1998 ed estratto dall'album It's Dark and Hell Is Hot. La canzone è stata estratta come singolo anche in versione dal vivo dall'album Live at Woodstock (1999).
Get at Me Dog campiona il brano Everything Good to You (Ain't Always Good for You) del gruppo B.T. Express.

## Video
Il videoclip della canzone è stato diretto da Hype Williams.

## Curiosità
- Il brano è presente nella playlist di canzoni del videogioco Grand Theft Auto: Liberty City Stories (2005) nella stazione radio di musica rap immaginaria The Liberty Jam.[1]

## Classifiche
| Classifica  | Posizione massima |
| ----------- | ----------------- |
| Stati Uniti | 39                |